# De zang van de walvissen
De zang van de walvissen is een stripalbum dat voor het eerst is uitgegeven in januari 2005 met Edmond Baudoin als schrijver en tekenaar. Deze uitgave werd uitgegeven door Dupuis in de collectie vrije vlucht.